# Abraham Matthews
Abraham Matthews (7 de noviembre de 1832-1 de abril de 1899) fue uno de los pioneros galeses que formó parte del proyecto colonizador del Valle inferior del río Chubut (Camwy) a partir de 1865.
También se trasladó a Gales y a Estados Unidos en 1873 con el propósito de conseguir que se adhirieran más emigrantes para poblar el Valle del Chubut, gestiones que determinaron la llegada de los nuevos contingentes de 1874 y 1876.

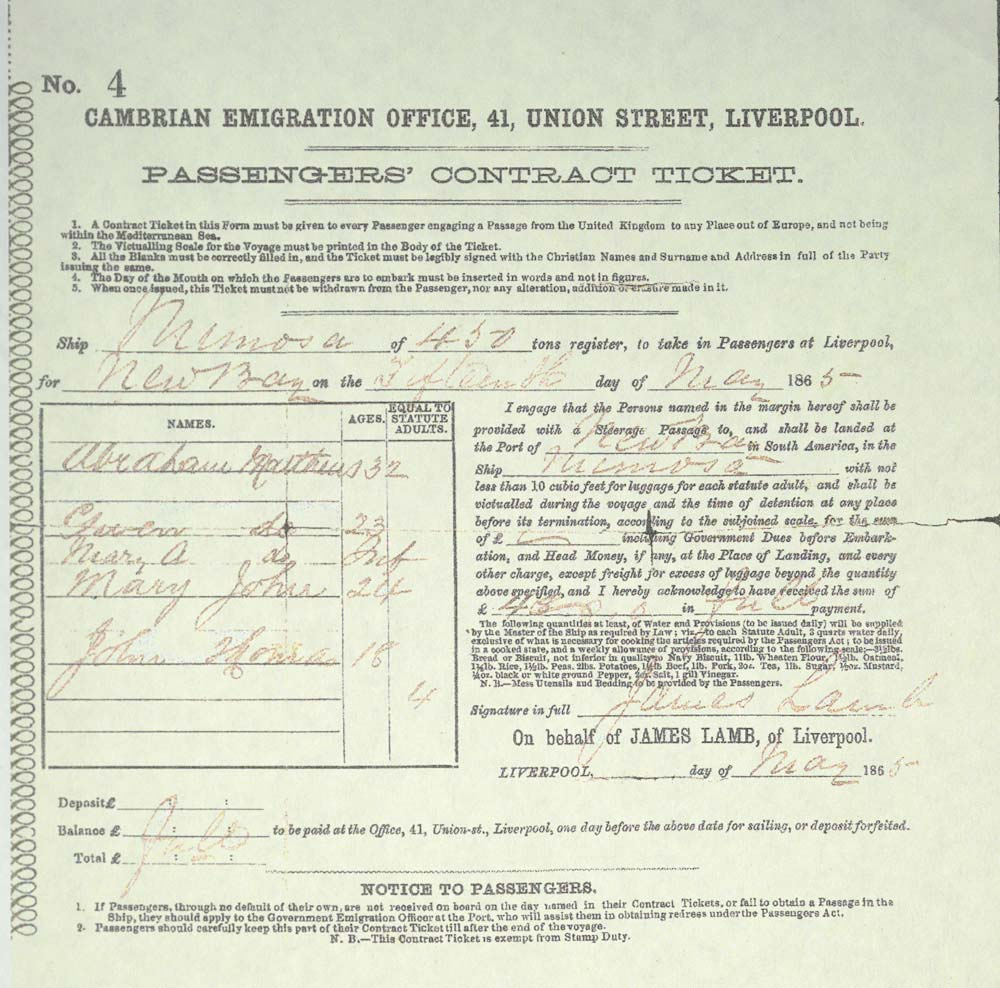
Pasaje de Abraham Matthews del velero Mimosa.

Como reverendo metodista, se constituyó en guía espiritual de los primeros colonos que durante una década vivieron prácticamente aislados del mundo exterior y Matthews fue el primero de los pastores galeses en predicar en dicho valle, en los primeros años o cuando no había otro pastor oficiaba también en el valle superior, río arriba de la angostura de Gaiman.
Fue además autor de la Crónica de la colonia galesa de la Patagonia.
Estaba casado con Gwenllian, hermana de John Murray Thomas con quien viajó desde Gales.
Sus restos yacen en el cementerio aledaño a la capilla Moriah de Trelew en donde también se encuentra un monolito en su honor.